# Phytoecia rufovittipennis
Phytoecia rufovittipennis là một loài bọ cánh cứng trong họ Cerambycidae.